# Internet Movie Database
Internet Movie Database (IMDb - cơ sở dữ liệu điện ảnh trên Internet) là một trang cơ sở dữ liệu trực tuyến về điện ảnh thế giới. Nó cung cấp thông tin về phim, diễn viên, đạo diễn, nhà làm phim,... và tất cả những người, công ty trong lĩnh vực sản xuất phim, phim truyền hình và cả trò chơi video.
Được giới thiệu lần đầu vào năm 1990 bởi lập trình viên máy tính Col Needham, sau đó công ty được thành lập ở Anh như với tên Công ty TNHH Internet Movie Database năm 1996 với doanh thu tạo ra thông qua quảng cáo, cấp phép và hợp tác. Năm 1998 nó trở thành một công ty con của Amazon, cho phép mọi người đều có thể sử dụng như là một nguồn tài nguyên quảng cáo để bán đĩa DVD và băng video.
Tính đến tháng 1 năm 2017, IMDb có khoảng 4,1 triệu phim (bao gồm cả tất tập phim) và 7,7 triệu nhân vật trong cơ sở dữ liệu, và 70 triệu người dùng đăng ký.

## Lịch sử

### Trước khi ra đời trang web
IMDb có nguồn gốc từ một bài đăng trên Usenet của một người hâm mộ điện ảnh người Anh, kiêm lập trình viên máy tính Col Needham có tựa đề "Those Eyes", về các nữ diễn viên có đôi mắt đẹp. Những người có cùng sở thích nhanh chóng phản hồi bằng cách bổ sung hoặc liệt kê danh sách yêu thích của họ. Tiếp sau đó, Needham đã bắt đầu tạo lập một "Danh sách diễn viên nam", Dave Knight bắt đầu với " Danh sách đạo diễn ", còn Andy Krieg tiếp nhận "THE LIST" từ Hank Driskill (sau này sẽ được đổi tên thành "Actress List"). Cả hai danh sách đã được giới hạn cho những người còn sống và làm việc, nhưng không lâu sau thì còn có thêm đã những người về hưu. Do đó, Needham bắt đầu những gì đã được sau đó (nhưng không còn duy trì) một "Dead Actors / Actresses List" riêng biệt. Mục đích của những người tham gia bây giờ là làm cho các danh sách càng đầy đủ càng tốt.
Đến cuối năm 1990, các danh sách bao gồm gần 10.000 bộ phim điện ảnh và truyền hình cùng với các diễn viên xuất hiện trong đó. Vào ngày 17 tháng 10 năm 1990, Needham đã phát triển và đăng một bộ sưu tập các Unix shell scripts có thể được sử dụng để tìm kiếm cả bốn danh sách, và từ cơ sở dữ liệu có thể trở thành IMDb đã được sinh ra. Vào thời điểm đó, nó được biết đến như là "cơ sở dữ liệu phim rec.arts.movies".

### Trên trang web
Cơ sở dữ liệu đã được mở rộng để bao gồm các loại hình nhà làm phim bổ sung và các tài liệu nhân khẩu học khác cũng như các tin vắn, tiểu sử và cốt truyện. Xếp hạng phim đã được tích hợp đúng với dữ liệu danh sách, và một giao diện email tập trung để truy vấn cơ sở dữ liệu đã được tạo ra bởi Alan Jay. Sau đó, vào năm 1993, nó chuyển sang mạng World Wide Web, (một mạng trong giai đoạn đầu của nó vào thời điểm đó) dưới cái tên Cardiff Internet Movie Database. Cơ sở dữ liệu cư trú trên các máy chủ của khoa khoa học máy tính của Đại học Cardiff ở xứ Wales. Rob Hartill là tác giả giao diện web ban đầu. Năm 1994, giao diện email đã được sửa đổi để chấp nhận việc đệ trình tất cả các thông tin, cho phép mọi người gửi thư điện tử cho người quản lý danh sách cụ thể cùng với cập nhật của họ. Tuy nhiên, cấu trúc vẫn như vậy, thông tin nhận được trên một bộ phim được chia thành nhiều danh sách quản lý phần, các phần được xác định và xác định bởi các loại nhân viên điện ảnh và từng bộ phim có trong đó. Trong vài năm tới, cơ sở dữ liệu đã được chạy trên một mạng lưới các gương trên toàn thế giới với băng thông được đóng góp.

### Với tư cách là một công ty độc lập
Năm 1996 IMDb được thành lập ở Anh, trở thành Internet Movie Database Ltd. Người sáng lập Col Needham trở thành chủ sở hữu chính cũng như người đứng đầu. Doanh thu chung cho hoạt động của trang web được tạo ra thông qua quảng cáo, cấp phép và hợp doanh.

### Với tư cách là công ty con của Amazon.com (1998-nay)
Năm 1998, Jeff Bezos, người sáng lập, chủ sở hữu và giám đốc điều hành của Amazon.com, đã ký một hợp đồng với Needham và các cổ đông chính khác để mua IMDb ngay cho khoảng 55 triệu USD và sáp nhập nó với Amazon như một công ty con, công ty tư nhân. Điều này giúp IMDb có khả năng chi trả lương cho các cổ đông, trong khi Amazon.com sẽ có thể sử dụng IMDb là một nguồn tài nguyên quảng cáo cho việc bán DVD và băng hình.
IMDb tiếp tục mở rộng chức năng của nó. Vào ngày 15 tháng 1 năm 2002, nó đã thêm một dịch vụ thuê bao được gọi là IMDbPro, nhằm vào các dịch vụ giải trí chuyên nghiệp. IMDbPro đã được công bố và ra mắt tại Liên hoan phim Sundance năm 2002. Nó cung cấp nhiều dịch vụ bao gồm sản xuất phim và chi tiết phòng vé, cũng như thư mục công ty và khả năng của người theo dõi để thêm các trang thông tin cá nhân với chi tiết không đúng với các trang về chúng xuất hiện trong cơ sở dữ liệu.
Là một động lực bổ sung cho người dùng, kể từ năm 2003, những người dùng được công nhận là một trong "100 người đóng góp hàng đầu" của dữ liệu cứng nhận được quyền truy cập miễn phí vào IMDbPro cho năm sau; cho năm 2006 này đã tăng lên 150 người đóng góp hàng đầu, và trong năm 2010 lên đỉnh 250.  Năm 2008 IMDb đưa ra phiên bản ngoại ngữ chính thức đầu tiên của họ với IMDb.de. Đức Cũng trong năm 2008, IMDb đã mua hai công ty khác là Withoutabox và Box Office Mojo.
Trang web này dựa trên Perl. Tính đến tháng 5 năm 2011, trang web đã được lọc ở Trung Quốc trong hơn một năm, mặc dù nhiều người dùng địa chỉ nó qua máy chủ proxy hoặc VPN.  Vào ngày 17 tháng 10 năm 2010, IMDb đã tung ra video gốc (www.imdb.com/20) để kỷ niệm 20 năm thành lập.

## Nội dung và định dạng

### Dữ liệu được cung cấp bởi các đối tượng
Năm 2006, IMDb đã giới thiệu "Dịch vụ đăng ký Résumé" của mình, nơi các diễn viên và phi hành đoàn có thể đăng tải sơ yếu lý lịch của riêng họ và tải lên hình ảnh của chính họ với một khoản phí hàng năm. Khoản phí hàng năm cơ bản để bao gồm một bức ảnh có tài khoản là 39,95 đô la Mỹ cho đến năm 2010, khi nó được tăng lên 54,95 đô la Mỹ. Các trang IMDb résumé được giữ trên một trang phụ của mục nhập thông thường về người đó, với một mục thông thường được tạo tự động cho mỗi thuê bao résumé chưa có.
Kể từ năm 2012, Resume Services hiện được bao gồm như một phần của đăng ký IMDbPro và không còn được cung cấp dưới dạng dịch vụ đăng ký riêng.

### Bản quyền, phá hoại và các vấn đề lỗi
Tất cả các tình nguyện viên đóng góp nội dung vào cơ sở dữ liệu về mặt kỹ thuật vẫn giữ bản quyền về đóng góp của họ, nhưng việc biên soạn nội dung sẽ trở thành tài sản độc quyền của IMDb với toàn quyền sao chép, sửa đổi và cấp phép lại và được xác minh trước khi đăng. Tín dụng không được trao trên các trang tiêu đề hoặc phim ảnh cụ thể cho những người đóng góp đã cung cấp thông tin. Ngược lại, một mục nhập văn bản được ghi có, chẳng hạn như tóm tắt cốt truyện, có thể được sửa chữa cho nội dung, ngữ pháp, cấu trúc câu, thiếu sót hoặc lỗi nhận thức, bởi những người đóng góp khác mà không phải thêm tên của họ làm đồng tác giả. Do thời gian cần thiết để xử lý dữ liệu hoặc văn bản đã gửi trước khi nó được hiển thị, IMDb khác với các dự án do người dùng đóng góp như Discogs hoặc OpenStreetMaphoặc Wikipedia, trong đó những người đóng góp không thể thêm, xóa hoặc sửa đổi dữ liệu hoặc văn bản theo xung và thao tác dữ liệu được kiểm soát bởi công nghệ IMDb và nhân viên được trả lương.
IMDb đã bị cố tình bổ sung thông tin sai lệch; vào năm 2012, một phát ngôn viên cho biết: "Chúng tôi giúp người dùng và các chuyên gia dễ dàng cập nhật phần lớn nội dung của chúng tôi, đó là lý do tại sao chúng tôi có một 'trang chỉnh sửa'. Dữ liệu được gửi đi qua một loạt các kiểm tra tính nhất quán trước khi nó được đưa vào hoạt động. Với khối lượng thông tin tuyệt đối, các lỗi thỉnh thoảng là không thể tránh khỏi, và khi được báo cáo, chúng luôn được sửa chữa. Chúng tôi luôn hoan nghênh sửa chữa."
Cơ sở dữ liệu phim Java (JMDB)  được cho là đang tạo tệp IMDb_Error.log liệt kê tất cả các lỗi được tìm thấy trong khi xử lý các tệp văn bản thuần IMDb. Một thay thế Wiki cho IMDb là Cơ sở dữ liệu truyền thông mở  có nội dung cũng được đóng góp bởi người dùng nhưng được cấp phép theo CC-by và GFDL. Từ năm 2007, IMDb đã thử nghiệm các phần được lập trình wiki cho các bản tóm tắt phim hoàn chỉnh, hướng dẫn của phụ huynh và Câu hỏi thường gặp về các tiêu đề được xác định bởi (và được trả lời bởi) những người đóng góp.

### Định dạng dữ liệu và truy cập
IMDb không cung cấp API cho các truy vấn tự động. Tuy nhiên, hầu hết dữ liệu có thể được tải xuống dưới dạng tệp văn bản thuần nén và thông tin có thể được trích xuất bằng cách sử dụng công cụ giao diện dòng lệnh được cung cấp.  Ngoài ra còn có một ứng dụng giao diện người dùng đồ họa (GUI) dựa trên Java có khả năng xử lý các tệp văn bản đơn giản được nén, cho phép tìm kiếm và hiển thị thông tin. Ứng dụng GUI này hỗ trợ các ngôn ngữ khác nhau, nhưng dữ liệu liên quan đến phim bằng tiếng Anh, do IMDb cung cấp. Một gói Python có tên IMDbPY cũng có thể được sử dụng để xử lý các tệp văn bản đơn giản được nén thành một số khác nhauCơ sở dữ liệu SQL, cho phép truy cập dễ dàng hơn vào toàn bộ dữ liệu để tìm kiếm hoặc khai thác dữ liệu.

### Tên phim
IMDb có các trang web bằng tiếng Anh cũng như các phiên bản được dịch hoàn toàn hoặc một phần sang các ngôn ngữ khác (tiếng Đan Mạch, tiếng Phần Lan, tiếng Pháp, tiếng Đức, tiếng Hungary, tiếng Ý, tiếng Ba Lan, tiếng Bồ Đào Nha, tiếng Tây Ban Nha và tiếng Rumani). Các trang web không phải tiếng Anh hiển thị tiêu đề phim bằng ngôn ngữ được chỉ định. Ban đầu, các trang web tiếng Anh của IMDb đã hiển thị các tiêu đề theo ngôn ngữ gốc của quốc gia gốc của họ, tuy nhiên, vào năm 2010 IMDb đã bắt đầu cho phép người dùng cá nhân ở Anh và Hoa Kỳ chọn hiển thị tiêu đề chính theo tiêu đề ngôn ngữ gốc hoặc Hoa Kỳ hoặc Tiêu đề phát hành của Anh (thông thường, bằng tiếng Anh).